# Jan Václav Rosůlek

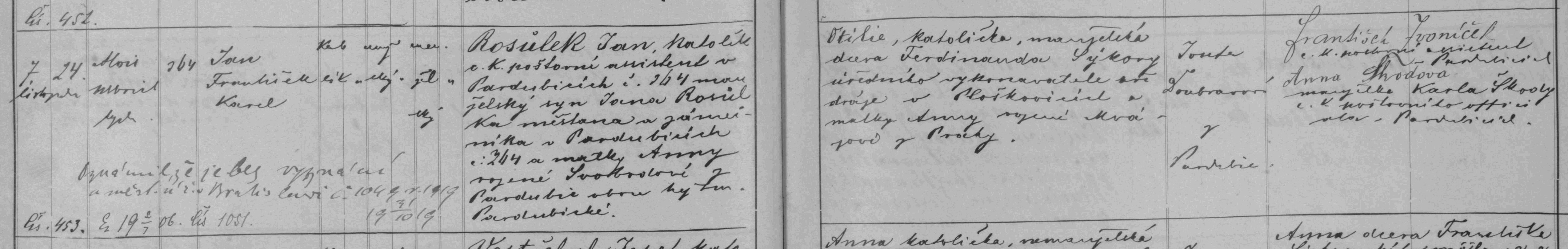
matriční zápis o narození a křtu Jana Václava Rosůlka (matrika N 1891-1897 Pardubice - Zelené Předměstí (SOA Zámrsk))

Jan Václav Rosůlek, pseudonym Vladimír Drnák (7. listopadu 1894, Pardubice – 12. ledna 1958, Praha) byl český poštovní úředník, básník, prozaik a dramatik, autor románů z období první světové války, životopisných románů z uměleckého prostředí, próz z různých žánrů populární literatury a knih pro děti.

## Život
Pocházel z úřednické rodiny. Pardubickou reálku nedostudoval a roku 1911 se stal poštovním úředníkem. V letech 1914–1918 bojoval na italské frontě. Po návratu pracoval opět jako poštovní úředník na různých slovenských poštovních úřadech a také v Pardubicích. Roku 1931 se přestěhoval do Prahy jako úředník Poštovní hospodářské ústředny a v této funkci pracoval až do svého odchodu do důchodu roku 1947.

### Rodinný život
Dne 29. března 1920 se v Pardubicích oženil s učitelkou jazyků Markétou Netušilovou (1895–??). Jejich dcera Helena (provdaná Cmíralová, 1926–2009) byla herečka a dokumentátorka v Divadelním ústavu.

## Dílo
Do literatury vstoupil několika básnickými sbírkami patetických veršů a divadelní hrou pro děti. Brzy se však jeho doménou stala próza, těžící z válečných zážitků první světové války. Jeho povídky a romány s touto tematikou podávají drastický obraz utrpení šikanovaných vojáků na italské frontě. Později začal s rutinní obratností produkovat celou řadu dobrodružných, detektivních a konvenčních společenských příběhů i dívčích románů. Pod pseudonymem Vladimír Drnák pak publikoval své závažnější, především životopisné romány. Po roce 1945 psal především práce pro mládež.

## Výběrová bibliografie

### Básnické sbírky
- Rozmarýn (1923), bibliofilie.
- Červená vichřice (1924).
- Střecha světa (1925).
- Křik v poušti (1925), bibliofilie.

### Divadelní hry
- O rytíři, princezně a drakovi (1924), loutková hra pro děti.
- Mezi námi děvčaty (1939), veselohra.
- Bloudění Jindřicha od Věže (1941), pod pseudonymem Vladimír Drnák, dramatická legenda, společně s Bedřichem Vrbským.
- Prapor (1946), veselohra, společně s Bedřichem Vrbským.

### Prózy
- Opilé město (1923), povídky s válečnou tematikou.
- Vůně Afriky (1925), cestopis, roku 1930 rozšířeno pod názvem Lístky z Afriky.
- Satyrovo pokání (1925), román.
- Černožlutý mumraj (1925), autorův nejvýznamnější válečný román,[2] popisující morální rozvrat Rakouska-Uherska za první světové války. Obsahuje celou řadu naturalistických obrazů válečného běsnění a lidské morální ubohosti na italské frontě i v zázemí. K navození autentičnosti používá autor i vojenský žargon. Hlavní hrdina románu Roman Stehlík má značné autobiografické rysy. Román vyvolal značnou diskuzi, protože byl v přímém rozporu s tehdejším heroizujícím legionářským románem.
- Hnojiště (1926), naturalistický válečný román.
- Nová země (1927), pokračování románu Černožlutý mumraj, v němž hlavní hrdina po skončení války působí jako úředník na Slovensku a setkává se s mravním rozvratem těch, kteří zemi spravují.
- Klec (1928), závěrečný díl volné trilogie, ve kterém je popisováno neradostné dětství hrdiny románů Černožlutý mumraj a Nová země.
- Tři carští oficíři (1929), román.
- Kavárna nadlidí (1929), satirický román.
- Lístky ze Španěl (1929), cestopis.
- Přítěž (1930), společenský román.
- Stéblo tonoucímu (1930), společenský román, pokračováním románu Přítěž.
- Žena v pevnosti (1931), román.
- Zločin na Ste. Margueritte (1931), detektivní román.
- Skandál herečky Meinhartové (1931), detektivní román.
- Černá krysa (1931), detektivní román.
- Vraždící loutka (1932), detektivní román.
- Před rozhodnou nocí (1932), detektivní román.
- Zapomenutá oasa (1932), dobrodružný román.
- Správné děvče (1932), dívčí román.
- Gigolo (1932), společenský román.
- Poslední kulomet (1932), válečný román.
- Mrtví i živí (1932), fejetony.
- Lásce nikdo nezabrání (1933), román.
- Zbytečný sňatek (1933), román pro ženy.
- Stříbrný pták (1933), román pro ženy.
- Seržant Vaurien (1933), román, příběh italského a cizineckého legionáře.
- Mezi dvěma bajonety (1934), válečný román.
- Hadrový panák (1936), společenský román.
- Ztracený generál (1940), dobrodružný román.
- Známost z ulice (1940), román pro ženy.
- Za jeden provaz (1940), román pro ženy.
- Fanynka z konečné stanice (1940), román pro ženy.
- Kolja Mikolka (1946), povídka pro mládež.
- Kolja Mikolka tankistou (1947), povídka pro mládež.
- Poslední kruté léto (1948), román.

### Prózy pod pseudonymem Vladimír Drnák
- Hlavou proti zdi (1934), životopisný román o Vincentovi van Goghovi.
- Hadrový panák (román; V Praze, L. Mazáč, 1935).
- Španělská rapsodie (1935), životopisný román o Franciskovi Goyovi.
- Děti nás zahanbují (1937), historický román o křížové výpravě dětí z roku 1212.
- Manžel slavné ženy (1938), román o manželovi Boženy Němcové, poctěno roku 1939 výroční cenou České akademie věd a umění.
- Stín přes paletu (1940), životopisný román o Paulovi Gauguinovi.
- Král Sloužím (1940), historický román o Janu Lucemburském.
- Za bílým půlkoněm (1941), román pro mládež.
- Vtipohlavci (1946), román pro mládež o vynálezcích ruchadla bratrancích Veverkových.
- Trny mezi vavřínem (1947), životopisný román pro mládež o Františkovi Škroupovi.